# Bartlett (Illinois)
Bartlett é uma aldeia localizada no estado americano de Illinois, no Condado de Cook e Condado de DuPage e Condado de Kane. A vila foi fundada em 1851.

## Demografia
Segundo o censo americano de 2000, a sua população era de 36.706 habitantes.
Em 2006, foi estimada uma população de 40.344, um aumento de 3638 (9.9%).

## Geografia
De acordo com o United States Census Bureau tem uma área de 38,8 km², dos quais 38,4 km² cobertos por terra e 0,4 km² cobertos por água.

## Localidades na vizinhança
O diagrama seguinte representa as localidades num raio de 12 km ao redor de Bartlett. 